# Mollitrichosiphum kazirangi
Mollitrichosiphum kazirangi är en insektsart. Mollitrichosiphum kazirangi ingår i släktet Mollitrichosiphum och familjen långrörsbladlöss. Inga underarter finns listade i Catalogue of Life.